# 村尚也
村尚也（むら なおや、1953年 - ）は、日本舞踊家、伝統芸能の演出・著述・振付・評論家。舞踊家としては坂東鼓登治（ばんどう ことじ）、舞台演出、振付、評論、執筆活動等は村尚也（むら なおや）として活動。東京生まれ。
日本舞踊坂東流幹部師範。日本舞踊協会会員。

## 経歴と人物
1981年、日本舞踊家によるグループ「おどりの空間」を結成。「おどりの空間」の作品の振付・演出。またグループ主催によるイベント・各種講習会・講演会etc.の企画やプロデュース。日本舞踊では古典や新作のほか稀曲上演など。主な作品＝「（説教節による）くずの葉」「祭文八百屋お七（梅若清瑛・復曲）」「傾城の川崎音頭（稀音家義丸・演奏）」「忠臣蔵三段目裏門（竹本越孝・鶴澤津賀寿・演奏）」「（落語と清元による）累草紙」ほか。
80年代後半に喫茶店での邦楽ライブ「ときわ津と現代（いま）」「鳴物講習会」また「かつらの見わけ方講習会」などを企画開催。
能の梅若万三郎（当時万紀夫）の「オムニバス能」三部作を演出（主催＝東京都歴史文化財団。うち「源氏物語変妖」はドイツルネサンス劇場でも上演）文楽の「吉田文雀の世界」演出。能（野村四郎）文楽（豊竹咲太夫）との謡かたり三人の会で演出（東京・京都など）後述の坂東鼓登治の名前でルネサンス歌舞伎「応挙の幽霊」（主演＝坂口良子）「加賀見山旧錦絵」（主演＝朝丘雪路）などの演出。前進座では「土蜘蛛退治」ほか、文楽人形による「お七吉三」「三勝道行」（吉田文雀・簑助・和生）ほかをそれぞれ振付。モーニング娘。をはじめとするアイドルとの日舞イベント。
「ことじ乃會」を主宰し、国立大劇場・小劇場、浅草公会堂の劇場・ホールや能舞台、小劇場、ライブハウスなどで公演を行う。また海外公演は国際交流基金やジャパン・ソサエティーなどの主催で、アメリカ、中南米、インドネシア、韓国など二十数か国。古典舞踊のほかには、フラメンコの長嶺ヤスコや、小松原庸子と 共演。浪曲の国本武春や奄美大島の朝崎郁恵、女優浅利香津代、和太鼓の林英哲、ピアノのMon`、歌い手のEmme、尺八の小濱明人など。

## 著作
著書には「踊るヒント見るヒント」正・続巻（演劇出版社出版事業部）「おどりの扉」（日本舞踊社）「しぐさに隠された日本人の心」（ドアーズ本舎）「マンガで楽しむ能の名曲７０番」「まんがで楽しむ狂言の名曲70番」（檜書店）「日本舞踊大鑑」上・下巻（創紀房新社）ほか
連載は月刊「演劇界」「日本舞踊」「能楽ジャーナル」「伝統文化新聞」「（能楽誌）花もよ」「邦楽ジャーナル」「公明新聞」など。

## 出演等
NHKテレビでは「伝統芸能鑑賞入門」「芸能花舞台」「にっぽんの芸能」。ラジオでは「ラジオ深夜便」「能楽鑑賞」などに出演。
文化庁の芸術祭・各種支援事業などの審査員も歴任。文化学院で講師。